# 恋の季節
「恋の季節」（こいのきせつ）は、ピンキーとキラーズの楽曲で、デビューシングル。1968年7月20日に発売。
公称売上枚数は270万枚。いずみたくによると「350万から400万枚くらい売れたという話」。オリコンによる推定累積売上枚数は207.7万枚。オリコンチャート17週1位はシングルチャート上では未だに破られていない。1968年1月に正式スタートしたオリコン集計において、日本初のダブルミリオンシングルである。
1969年2月には、同名の映画が奈美悦子主演によって松竹から公開された（後述）。

## 解説

### ピンキーとキラーズのデビュー曲となるまでの経緯
「恋の季節」は、元々ピンキーとキラーズのために用意された曲ではなかった。1968年頃、遠藤周作がレギュラー出演した『こりゃアカンワ』(日本テレビ)の番組内に『今月の歌』というコーナーがあった。同番組のホステス役を務めた倍賞美津子がそのコーナーで歌うための曲として、作曲者のいずみたくと作詞家の岩谷時子に楽曲制作が依頼された。
そして出来上がったのが「恋の季節」だが、『今月の歌』の5月に披露される予定だったことから、タイトルは当初「恋の五月」だった。また、この時ピンキーとキラーズはこの曲のバックコーラスを担当する予定だったが、いつの間にか自分たちのデビュー曲となることが決まり、ルイスたちメンバーも驚いたという。

### 詞について
「恋の季節」の歌詞にある『夜明けのコーヒー』というフレーズは、作詞を手がけた岩谷が越路吹雪とともに、フランス・パリのカフェを訪れた際に生まれたとされていた。
しかし、ルイス高野、笹森文彦、田家秀樹（音楽評論家）の対談によると、「『夜明けのコーヒーふたりで飲もうと』のフレーズは、越路が若い頃に実際に言われたエピソードが基になっている。ある時ブラジルで開かれた音楽祭に越路が訪れた際、現地で出会った若いフランス人の役者に上記の言葉で口説かれた
。帰国した越路はこのエピソードを岩谷に話し、その後岩谷が「恋の季節」を作詞することになった時にそのまま引用された」という。
同作の歌詞全般についてルイス、笹森、田家から「女性ならではの瑞々しい感性が素晴らしく、柔らかくてどこかアンニュイさが漂いながらもいやらしい感じにならず、むしろ品がある。歌詞の中の女性の、現在の冷めきってしまった恋心と、過去の燃え上がるような恋心との対比が実に鮮やかである」と評されている。
ボーカルの今陽子は、作詞を手がけた岩谷を「音楽の母」、作曲を手がけたいずみを「音楽の父」と慕っている。

### 曲について
先述のルイス、笹森、田家の対談によると「ヒットの要因は、Aメロとサビだけで構成されておりメロディラインもシンプルながらキャッチーで歌いやすいこと」とされる。「しかし、決して単調にならないのはそれまでの日本の歌謡曲には少ない、ボサノヴァの雰囲気があるため」としている。ルイスによると「こういう曲のイントロは、本来ならギターの低音とベースの音を重ねることが多い。しかし、この曲では譜面上にはない微妙な“ズレ”を意図的に作り、ラテン的なグルーヴ感を出している」と分析している。　
当時ボーカルの陽子はこの曲のリハーサルの時に、歌い方についていずみから何度も「もっと演歌っぽく！」と熱のこもった指導をされた。これについてルイスは、「おそらくいずみさんの頭の中に同じような形態のGSソングで1967年にヒットした、美空ひばりさんの「真っ赤な太陽」のイメージがあり、その歌い方を陽子に真似させたかったのでは？」と回想している。
1968年12月、『第10回日本レコード大賞』新人賞（グループ部門）を獲得。番組での歌唱披露時、陽子は感極まって涙声となるシーンがあった。演奏時には、作曲のいずみが指揮を担当した。
1968年末の『第19回NHK紅白歌合戦』に初出場、表題曲を歌唱した。紅白歌合戦に男女混成グループが出場するのは初めてのことであった。

## 収録曲
- 両曲、作詞:岩谷時子　作曲・編曲:いずみたく

1. 恋の季節 [3:23]
2. つめたい雨 [2:56]

## メディアでの使用
恋の季節
- 風の季節（興和）
同一制作陣による風邪薬CMタイアップソング。ノベルティとしてもソノシートを配布[9]。
- 花ひらく娘たち
1969年公開の吉永小百合主演日活映画で劇中歌として使用された。
- 赤頭巾ちゃん気をつけて
1970年公開の映画。劇中歌として使用された。
- 1996年にはOSGコーポレーションのコマーシャルソングに使用された[10]。
- ヱヴァンゲリヲン新劇場版:破
2009年公開のアニメーション映画。劇中歌として使用され、同映画のサウンドトラック『ヱヴァンゲリヲン新劇場版:破 オリジナルサウンドトラック』に収録された。
- NHKドラマスペシャル「今朝の秋」（1987年）の中で、杉浦直樹、笠智衆、杉村春子、とともに、本来歌唱予定だった倍賞美津子が口ずさむシーンがある。[11]

## カバー
恋の季節
- 西田佐知子 - CD-BOX『西田佐知子歌謡大全集』に収録
- 黛ジュン - アルバム『恋のハレルヤ』に収録
- 佐良直美 - アルバム『GOLDEN☆BEST deluxe 佐良直美 コンプリート・シングルス+ヒット・カバー・コレクション』に収録
- 天童よしみ - 1994年、アルバム『天童節 昭和演歌名曲選 第十四集』に収録
- 長山洋子 - 1996年、アルバム『ヨコハマ・シルエット』に収録
- GO!GO!7188 - 2008年、アルバム『虎の穴2』に収録
- 中森明菜 - 2009年、アルバム『ムード歌謡 〜歌姫昭和名曲集』に収録
- 鈴木聖美 - 2011年、アルバム『woman Sings The Blues』に収録
- 徳永英明 - 2012年、アルバム『vocalist Vintage』に収録
- 水谷豊 - 2015年、アルバム『時の旅人2015』に収録
- 花見桜こうき - 2015年、アルバム『花見便り～俺の女唄名曲集～』に収録
- やのとあがつま - 2025年、EP『恋の季節』に収録
- マレーシアでは荘学忠によって【恋爱季节】のタイトルで北京語カヴァーされて広まっている。
- シンガポールでは『The Stylers』によってグループ・サウンズアレンジされて広まった。

## 映画
本曲を題材にした歌謡映画は、1969年2月21日に松竹系で公開。カラー、シネマスコープ、87分。
東宝の「若大将シリーズ」や「クレージー映画」でお馴染みの田波靖男が脚本を手掛け、監督は日活出身の井上梅次。主演は奈美悦子で、ピンキラも助演している。

### スタッフ
- 製作 - 猪股尭
- 脚本 - 田波靖男
- 監督 - 井上梅次
- 撮影 - 丸山恵司
- 美術 - 森田郷平
- 音楽 - いずみたく
- 録音 - 栗田周十郎
- 照明 - 佐久間丈彦
- 編集 - 浜村義康
- スチール - 赤井博且

### 出演者
- 守屋洋子 - 奈美悦子
- ピンキー - 今陽子（ピンキーとキラーズ）
- ジョージ - ジョージ浜野（〃）
- ルイス - ルイス高野（〃）
- エンディ - エンディ山口（〃）
- パンチョ - パンチョ加賀美（〃）
- 守屋武夫 - 牟田悌三
- 守屋信子 - 月丘千秋
- 守屋幸子 - 早瀬久美
- 安村圭介 - 森田健作
- 黒川敏彦 - 入川保則
- 山崎社長 - 内田朝雄
- 内田奈津子 - 松岡きっこ
- 立野 - ミッキー安川
- 太田 - 柳沢真一
- 月丘千秋
- 呉恵美子
- 杉本マチ子
- 川口恵子
- 小磯マリ
- 渚健二

### 同時上映
『永訣』
- 原作・脚本 - 高橋玄洋 / 監督 - 大庭秀雄 / 主演 - 舟木一夫

### 映像ソフト
- 2006年1月28日より「松竹ホームビデオ」から、DVDが発売&レンタルされている。